# Dick Motta
John Richard Motta, detto Dick (Midvale, 3 settembre 1931), è un allenatore di pallacanestro e dirigente sportivo statunitense, attivo sia a livello NCAA che NBA.

## Palmarès

### Allenatore
- Campionato NBA: 1

Washington Bullets: 1978
- NBA Coach of the Year (1971)
- Allenatore all'NBA All-Star Game (1979)